# Tasas de suicidio en médicos
El suicidio entre los médicos hace referencia tanto a médicos que ejercen como a médicos en formación que mueren por suicidio. 
Los estudios muestran como los médicos tienen más probabilidades de completar un suicidio que la población general e incluso personas con formación académica similar que no son médicos.

## Por género
La tasa de mortalidad por suicidio es aproximadamente la misma entre médicos hombres y mujeres y significativamente más alta que la población general. Las mujeres médicas corren un mayor riesgo de intentar suicidarse que los hombres, mostrando tasas superiores al 250% entre las médicas respecto a la tasa femenina en la población en general y aproximadamente un 70% más altas entre los médicos hombres respecto a la tasa masculina de suicidio de la población en general.

## Estudiantes
Un artículo de 1999 muestra como, aunque existe un acuerdo de que ser médico aumenta el riesgo de suicidio de una persona, hay poca investigación sobre el riesgo de suicidio entre los estudiantes de medicina. Se encontró un estudio de residentes médicos en los Estados Unidos de 2000 a 2014 que el suicidio fue una de las principales causas de muerte en esa población.

## Razones y respuestas
Históricamente, los médicos con ideas suicidas a veces se estaban enfrentando a castigos profesionales como que se les revocara la licencia médica, barreras para el avance profesional y restricciones a los privilegios profesionales. Sin embargo, muchas organizaciones sin fines de lucro y sistemas de salud han  desarrollado herramientas y recursos para que médicos y otros profesionales de la salud busquen ayuda y apoyo, así como para abordar las barreras a los tratamientos. Algunas organizaciones profesionales recomiendan que las organizaciones de salud modifiquen sus políticas para permitir que los médicos que quieran asesoramiento puedan acceder a él con menos sanciones profesionales.

## Documental
Do No Harm es un documental sobre el suicidio de un médico.